# 日本内科学会
一般社団法人日本内科学会（にほんないかがっかい、英文名称：The Japanese Society of Internal Medicine）は、内科学に関する学理およびその応用についての研究発表、知識の交換、会員の生涯教育の奨励ならびに会員相互および内外の関連学会との連携協力を行うことにより、内科学の進歩普及を図り、もって日本の学術の発展に寄与することを目的とする日本最大の学術団体。会員数は11万人超。学会事務局を東京都文京区本郷3-28-8 日内会館ビルに置く。

## 沿革
- 1903年（明治36年）- 「日本内科学会」の創立
- 1925年（大正14年）- 社団法人の認可取得
- 2013年（平成25年）- 一般社団法人へ移行

## 代表者
- 理事長：南学正臣 （東京大学 医学部 教授）

## 事業内容
- 学術講演会、研究会等の開催
- 科学学術雑誌、学術図書（医学書・医学関連図書）の発行
- 研究及び調査の実施
- 研究の奨励及び研究業績の表彰
- 認定医及び施設の認定
- 生涯学習活動の推進
- 関連学術団体との連絡及び協力
- 国際的な研究協力の推進
- JMECC（日本内科学会認定内科救急・ICLS講習会）の実施
- 日内会館の管理・運営

## 学会誌
日本内科学会 学会誌には、日本内科学会雑誌（和文誌）と Internal Medicine（英文誌）があり、日内会誌は編集委員会からの依頼に基づき執筆される「依頼型論文誌」である一方、英文誌は「査読付論文誌」（総説論文、原著論文、症例報告、Pictures in Clinical Medicine、Letters to the Editor ならびに Editorial）である。
- 『日本内科学会雑誌』 和文誌 毎月発行 年13冊（うち1冊は年次講演会プログラム号）
- 『Internal Medicine』 英文誌 毎月1日・15日 年24冊 オンラインジャーナル（Impact Factor 2021：1.282）

Internal Medicineには「Best Citation Award」（表彰前年度に掲載された論文で被引用回数が最も多い論文著者への表彰）と「Outstanding Reviewers」（査読論文本数と査読日数のポイント評価による表彰）制度がある。
※ 2017年8月1日、英文誌公式ホームページが大幅にリニューアルされ、日本語ページの追加、早期公開論文の表示、各賞受賞者掲載、RSS配信機能、タブレット・スマートフォン対応 等、提供機能・サービス面での充実が図られた。

## 医学書・書籍
- 『コモンディジーズブック』 ～ 日常外来での鑑別と患者への説明のために ～[2]（2013年4月 初版発行）
- 『一発診断！一目瞭然！』 ～ 目で診る症例から瞬時に診断！ ～[3]（2015年4月 初版発行）
- 『生涯教育のためのセルフトレーニング問題集』（第１集・第２集・第３集）
- 『日本内科学会 認定内科医試験 総合内科専門医試験 過去問題集』（第１集・第2集）

## 会員数・資格認定者数[4]
- 117,852名（男性：90,813名／女性：27,039名）（2022年1月31日現在）
- 認定内科医：87,943名（総合内科専門医を含む）
- 総合内科専門医：37,861名（全員が認定内科医保持）

## 不祥事
- ガバナンスに関する不祥事があり、日本生産性本部により人事規定等が改定された。
- システム投資に関して、メーカーから職員への資金還流があり、当該職員は解雇された。